# Copa Conmebol 1994
La Copa Conmebol 1994 fue la tercera edición del torneo, organizado por la Confederación Sudamericana de Fútbol, en el que participaron dieciséis equipos de nueve países sudamericanos: Argentina, Bolivia, Brasil, Chile, Ecuador, Paraguay, Perú, Uruguay y Venezuela. Por segunda vez consecutiva, no hubo representantes de Colombia.
São Paulo se coronó campeón, reafirmando el predominio de los equipos brasileños en el certamen, que hasta entonces eran los únicos que se habían consagrado. El cuadro tricolor superó en la final a Peñarol de Uruguay, finalista por segundo año consecutivo, con un marcador global de 6-4. Gracias a ello, disputó la Copa de Oro Nicolás Leoz 1995 frente a Cruzeiro, vencedor de la Copa Máster de Supercopa 1994.

## Formato
El torneo se desarrolló plenamente bajo un formato de eliminación directa, donde cada equipo enfrentaba a su rival de turno en partidos de ida y vuelta. Todos los equipos comenzaron su participación desde los Octavos de final, estableciéndose los cruces de dicha instancia de acuerdo a sus ubicaciones geográficas, razón por la cual varias llaves quedaron conformadas por dos equipos de una misma asociación nacional. En caso de igualdad de puntos y diferencia de goles al finalizar ambos encuentros, en cualquiera de las fases, se ejecutaron tiros desde el punto penal.
|                               |                               | Equipos que entran en esta fase | Equipos que provienen de la fase anterior        |
| ----------------------------- | ----------------------------- | --- | ------------------------------------------------ |
| Octavos de final (16 equipos) | Octavos de final (16 equipos) | - 5 equipos de Brasil - 3 equipos de Argentina - 2 equipos de Uruguay - 1 equipo de Bolivia, Chile, Ecuador, Paraguay, Perú y Venezuela |                                                  |
| Cuartos de final (8 equipos)  | Cuartos de final (8 equipos)  | | - 8 equipos clasificados de los Octavos de final |

## Equipos participantes
En cursiva los equipos debutantes en el torneo.
| País                             | Equipo                                        | Vía de clasificación |
| -------------------------------- | --------------------------------------------- | --- |
| Argentina 3 cupos                | San Lorenzo Huracán Lanús                     | Mejor ubicado en la tabla de posiciones del Campeonato de Primera División 1993-94 no participante ni de la Supercopa Sudamericana 1994 ni de la Copa Libertadores 1995 2.º mejor ubicado en la tabla de posiciones del Campeonato de Primera División 1993-94 no participante ni de la Supercopa Sudamericana 1994 ni de la Copa Libertadores 1995 3.º mejor ubicado en la tabla de posiciones del Campeonato de Primera División 1993-94 no participante ni de la Supercopa Sudamericana 1994 ni de la Copa Libertadores 1995 |
| Bolivia 1 cupo                   | Oriente Petrolero                             | 4.º puesto del Campeonato de Primera División 1993 |
| Brasil 4 cupos + campeón vigente | Botafogo Vitória Corinthians São Paulo Grêmio | Campeón de la Copa Conmebol 1993 Subcampeón del Campeonato Brasileño de 1993 3.° puesto del Campeonato Brasileño de 1993 4.° puesto del Campeonato Brasileño de 1993 Subcampeón de la Copa de Brasil 1993 |
| Chile 1 cupo                     | Universidad de Chile                          | Ganador de la Liguilla Pre-Conmebol 1994 |
| Ecuador 1 cupo                   | El Nacional                                   | Ganador de la Fase Pre-Conmebol del Campeonato Ecuatoriano de Fútbol 1993 |
| Paraguay 1 cupo                  | Cerro Corá                                    | Perdedor entre el subcampeón del Campeonato Paraguayo de Fútbol 1993 y el campeón del Torneo República 1993 |
| Perú 1 cupo                      | Sporting Cristal                              | 2.º puesto de la Liguilla Pre-Libertadores/Conmebol 1993 |
| Uruguay 2 cupos                  | Peñarol Danubio                               | 3.º puesto de la Liguilla Pre-Libertadores de América de 1993 4.º puesto de la Liguilla Pre-Libertadores de América de 1993 |
| Venezuela 1 cupo                 | Minervén                                      | 3.º puesto de la Primera División Venezolana 1993-94 |

### Distribución geográfica de los equipos
Distribución geográfica de las sedes de los equipos participantes:

## Resultados

### Cuadro de desarrollo
|  | Octavos de final     | Octavos de final     | Octavos de final     | Octavos de final     |   |                      | Cuartos de final      | Cuartos de final      | Cuartos de final      | Cuartos de final      |  |                      | Semifinales                       | Semifinales                       | Semifinales                       | Semifinales                       |  |         | Final                | Final                | Final                | Final                |  |
|  | 1 al 11 de noviembre | 1 al 11 de noviembre | 1 al 11 de noviembre | 1 al 11 de noviembre |   |                      | 15 al 25 de noviembre | 15 al 25 de noviembre | 15 al 25 de noviembre | 15 al 25 de noviembre |  |                      | 29 de noviembre al 9 de diciembre | 29 de noviembre al 9 de diciembre | 29 de noviembre al 9 de diciembre | 29 de noviembre al 9 de diciembre |  |         | 14 y 21 de diciembre | 14 y 21 de diciembre | 14 y 21 de diciembre | 14 y 21 de diciembre |  |
|  |                      |                      |                      |                      |   |                      |                       |                       |                       |                       |  |                      |                                   |                                   |                                   |                                   |  |         |                      |                      |                      |                      |  |
|  |                      |                      |                      |                      |   |                      |                       |                       |                       |                       |  |                      |                                   |                                   |                                   |                                   |  |         |                      |                      |                      |                      |  |
|  | Oriente Petrolero    | 1                    | 0                    | 1                    |   |                      |                       |                       |                       |                       |  |                      |                                   |                                   |                                   |                                   |  |         |                      |                      |                      |                      |  |
|  | Oriente Petrolero    | 1                    | 0                    | 1                    |   |                      |                       |                       |                       |                       |  |                      |                                   |                                   |                                   |                                   |  |         |                      |                      |                      |                      |  |
|  | Universidad de Chile | 4                    | 5                    | 9                    |   |                      |                       |                       |                       |                       |  |                      |                                   |                                   |                                   |                                   |  |         |                      |                      |                      |                      |  |
|  | Universidad de Chile | 4                    | 5                    | 9                    |   | Universidad de Chile | 0                     | 3                     | 3                     |                       |  |                      |                                   |                                   |                                   |                                   |  |         |                      |                      |                      |                      |  |
|  |                      |                      |                      |                      |   | Universidad de Chile | 0                     | 3                     | 3                     |                       |  |                      |                                   |                                   |                                   |                                   |  |         |                      |                      |                      |                      |  |
|  |                      |                      | San Lorenzo          | 1                    | 1 | 2                    |                       |                       |                       |                       |  |                      |                                   |                                   |                                   |                                   |  |         |                      |                      |                      |                      |  |
|  | San Lorenzo (p)      | 1                    | San Lorenzo          | 1                    | 1 | 2                    | 2                     | 3 (4)                 |                       |                       |  |                      |                                   |                                   |                                   |                                   |  |         |                      |                      |                      |                      |  |
|  | San Lorenzo (p)      | 1                    |                      |                      |   |                      |                       |                       |                       |                       |  |                      |                                   |                                   |                                   |                                   |  |         |                      |                      |                      |                      |  |
|  | Lanús                | 1                    | 2                    | 3 (2)                |   |                      |                       |                       |                       |                       |  |                      |                                   |                                   |                                   |                                   |  |         |                      |                      |                      |                      |  |
|  | Lanús                | 1                    | 2                    | 3 (2)                |   |                      |                       |                       |                       |                       |  | Universidad de Chile | 0                                 | 1                                 | 1                                 |                                   |  |         |                      |                      |                      |                      |  |
|  |                      |                      |                      |                      |   |                      |                       |                       |                       |                       |  | Universidad de Chile | 0                                 | 1                                 | 1                                 |                                   |  |         |                      |                      |                      |                      |  |
|  |                      |                      | Peñarol              | 2                    | 1 | 3                    |                       |                       |                       |                       |  |                      |                                   |                                   |                                   |                                   |  |         |                      |                      |                      |                      |  |
|  | Danubio              | 0                    | Peñarol              | 2                    | 1 | 3                    | 1                     | 1                     |                       |                       |  |                      |                                   |                                   |                                   |                                   |  |         |                      |                      |                      |                      |  |
|  | Danubio              | 0                    |                      |                      |   |                      |                       |                       |                       |                       |  |                      |                                   |                                   |                                   |                                   |  |         |                      |                      |                      |                      |  |
|  | Peñarol              | 2                    | 0                    | 2                    |   |                      |                       |                       |                       |                       |  |                      |                                   |                                   |                                   |                                   |  |         |                      |                      |                      |                      |  |
|  | Peñarol              | 2                    | 0                    | 2                    |   | Peñarol              | 1                     | 6                     | 7                     |                       |  |                      |                                   |                                   |                                   |                                   |  |         |                      |                      |                      |                      |  |
|  |                      |                      |                      |                      |   | Peñarol              | 1                     | 6                     | 7                     |                       |  |                      |                                   |                                   |                                   |                                   |  |         |                      |                      |                      |                      |  |
|  |                      |                      | Cerro Corá           | 3                    | 1 | 4                    |                       |                       |                       |                       |  |                      |                                   |                                   |                                   |                                   |  |         |                      |                      |                      |                      |  |
|  | Cerro Corá           | 4                    | Cerro Corá           | 3                    | 1 | 4                    | 1                     | 5                     |                       |                       |  |                      |                                   |                                   |                                   |                                   |  |         |                      |                      |                      |                      |  |
|  | Cerro Corá           | 4                    |                      |                      |   |                      |                       |                       |                       |                       |  |                      |                                   |                                   |                                   |                                   |  |         |                      |                      |                      |                      |  |
|  | Huracán              | 1                    | 2                    | 3                    |   |                      |                       |                       |                       |                       |  |                      |                                   |                                   |                                   |                                   |  |         |                      |                      |                      |                      |  |
|  | Huracán              | 1                    | 2                    | 3                    |   |                      |                       |                       |                       |                       |  |                      |                                   |                                   |                                   |                                   |  | Peñarol | 1                    | 3                    | 4                    |                      |  |
|  |                      |                      |                      |                      |   |                      |                       |                       |                       |                       |  |                      |                                   |                                   |                                   |                                   |  | Peñarol | 1                    | 3                    | 4                    |                      |  |
|  |                      |                      | São Paulo            | 6                    | 0 | 6                    |                       |                       |                       |                       |  |                      |                                   |                                   |                                   |                                   |  |         |                      |                      |                      |                      |  |
|  | El Nacional          | 1                    | São Paulo            | 6                    | 0 | 6                    | 0                     | 1                     |                       |                       |  |                      |                                   |                                   |                                   |                                   |  |         |                      |                      |                      |                      |  |
|  | El Nacional          | 1                    |                      |                      |   |                      |                       |                       |                       |                       |  |                      |                                   |                                   |                                   |                                   |  |         |                      |                      |                      |                      |  |
|  | Sporting Cristal     | 2                    | 1                    | 3                    |   |                      |                       |                       |                       |                       |  |                      |                                   |                                   |                                   |                                   |  |         |                      |                      |                      |                      |  |
|  | Sporting Cristal     | 2                    | 1                    | 3                    |   | Sporting Cristal     | 1                     | 0                     | 1                     |                       |  |                      |                                   |                                   |                                   |                                   |  |         |                      |                      |                      |                      |  |
|  |                      |                      |                      |                      |   | Sporting Cristal     | 1                     | 0                     | 1                     |                       |  |                      |                                   |                                   |                                   |                                   |  |         |                      |                      |                      |                      |  |
|  |                      |                      | São Paulo            | 3                    | 0 | 3                    |                       |                       |                       |                       |  |                      |                                   |                                   |                                   |                                   |  |         |                      |                      |                      |                      |  |
|  | São Paulo (p)        | 0                    | São Paulo            | 3                    | 0 | 3                    | 0                     | 0 (6)                 |                       |                       |  |                      |                                   |                                   |                                   |                                   |  |         |                      |                      |                      |                      |  |
|  | São Paulo (p)        | 0                    |                      |                      |   |                      |                       |                       |                       |                       |  |                      |                                   |                                   |                                   |                                   |  |         |                      |                      |                      |                      |  |
|  | Grêmio               | 0                    | 0                    | 0 (5)                |   |                      |                       |                       |                       |                       |  |                      |                                   |                                   |                                   |                                   |  |         |                      |                      |                      |                      |  |
|  | Grêmio               | 0                    | 0                    | 0 (5)                |   |                      |                       |                       |                       |                       |  | São Paulo (p)        | 4                                 | 2                                 | 6 (5)                             |                                   |  |         |                      |                      |                      |                      |  |
|  |                      |                      |                      |                      |   |                      |                       |                       |                       |                       |  | São Paulo (p)        | 4                                 | 2                                 | 6 (5)                             |                                   |  |         |                      |                      |                      |                      |  |
|  |                      |                      | Corinthians          | 3                    | 3 | 6 (4)                |                       |                       |                       |                       |  |                      |                                   |                                   |                                   |                                   |  |         |                      |                      |                      |                      |  |
|  | Vitória              | 2                    | Corinthians          | 3                    | 3 | 6 (4)                | 1                     | 3                     |                       |                       |  |                      |                                   |                                   |                                   |                                   |  |         |                      |                      |                      |                      |  |
|  | Vitória              | 2                    |                      |                      |   |                      |                       |                       |                       |                       |  |                      |                                   |                                   |                                   |                                   |  |         |                      |                      |                      |                      |  |
|  | Corinthians          | 3                    | 1                    | 4                    |   |                      |                       |                       |                       |                       |  |                      |                                   |                                   |                                   |                                   |  |         |                      |                      |                      |                      |  |
|  | Corinthians          | 3                    | 1                    | 4                    |   | Corinthians          | 5                     | 6                     | 11                    |                       |  |                      |                                   |                                   |                                   |                                   |  |         |                      |                      |                      |                      |  |
|  |                      |                      |                      |                      |   | Corinthians          | 5                     | 6                     | 11                    |                       |  |                      |                                   |                                   |                                   |                                   |  |         |                      |                      |                      |                      |  |
|  |                      |                      | Minervén             | 2                    | 0 | 2                    |                       |                       |                       |                       |  |                      |                                   |                                   |                                   |                                   |  |         |                      |                      |                      |                      |  |
|  | Botafogo             | 1                    | Minervén             | 2                    | 0 | 2                    | 0                     | 1 (4)                 |                       |                       |  |                      |                                   |                                   |                                   |                                   |  |         |                      |                      |                      |                      |  |
|  | Botafogo             | 1                    |                      |                      |   |                      |                       |                       |                       |                       |  |                      |                                   |                                   |                                   |                                   |  |         |                      |                      |                      |                      |  |
|  | Minervén (p)         | 1                    | 0                    | 1 (5)                |   |                      |                       |                       |                       |                       |  |                      |                                   |                                   |                                   |                                   |  |         |                      |                      |                      |                      |  |
|  | Minervén (p)         | 1                    | 0                    | 1 (5)                |   |                      |                       |                       |                       |                       |  |                      |                                   |                                   |                                   |                                   |  |         |                      |                      |                      |                      |  |
|  |                      |                      |                      |                      |   |                      |                       |                       |                       |                       |  |                      |                                   |                                   |                                   |                                   |  |         |                      |                      |                      |                      |  |

- Nota: En cada llave, el equipo que ocupa la primera línea es el que definió la serie como local.

### Octavos de final
| 2 de noviembre de 1994 | Universidad de Chile                                 | 4:1 (0:0) | Oriente Petrolero | Estadio Nacional, Santiago |                           |
|                        | Ibáñez 55' · Mardones 55' (pen.) · Goldberg 85', 89' |           | Takeo 51'         | Árbitro(s): Ubaldo Aquino  | Árbitro(s): Ubaldo Aquino |

| 9 de noviembre de 1994 | Oriente Petrolero | 0:5 (0:1) | Universidad de Chile                                       | Estadio Ramón Aguilera Costas, Santa Cruz |                            |
|                        |                   |           | Valencia 35' · Guevara 69', 86' · Goldberg 79' · Salas 81' | Árbitro(s): Roger Zambrano                | Árbitro(s): Roger Zambrano |

| 2 de noviembre de 1994 | Lanús     | 1:1 (1:0) | San Lorenzo | Estadio Ciudad de Lanús, Lanús |                           |
|                        | Goroso 7' |           | Batista 89' | Árbitro(s): Ángel Sánchez      | Árbitro(s): Ángel Sánchez |

| 10 de noviembre de 1994 | San Lorenzo                            | 2:2 (2:0) (4:2 p.)         | Lanús                                      | Estadio Pedro Bidegain, Buenos Aires |                          |
|                         | Rivadero 12' · Biaggio 45'             |                            | R. García 56' · Ibagaza 90'                | Árbitro(s): Luis Oliveto             | Árbitro(s): Luis Oliveto |
|                         |                                        | Tiros desde el punto penal |                                            |                                      |                          |
|                         | Monserrat · Biaggio · Morán · Rivadero |                            | R. García · Peinado · Schürrer · Simionato |                                      |                          |

| 2 de noviembre de 1994 | Peñarol                 | 2:0 (0:0) | Danubio | Estadio Centenario, Montevideo |                          |
|                        | Otero 56' · Pacheco 60' |           |         | Árbitro(s): Saúl Feldman       | Árbitro(s): Saúl Feldman |

| 9 de noviembre de 1994 | Danubio    | 1:0 (1:0) | Peñarol | Estadio Centenario, Montevideo |                          |
|                        | Recoba 16' |           |         | Árbitro(s): Daniel Bello       | Árbitro(s): Daniel Bello |

| 2 de noviembre de 1994 | Huracán            | 1:4 (0:2) | Cerro Corá                                    | Estadio Tomás Adolfo Ducó, Buenos Aires |                                  |
|                        | Barrios 61' (pen.) |           | Amarilla 1', 54' · Pizzurno 35' · Silvero 69' | Árbitro(s): Mario Sánchez Yantén        | Árbitro(s): Mario Sánchez Yantén |

| 9 de noviembre de 1994 | Cerro Corá | 1:2 | Huracán         | Estadio Defensores del Chaco, Asunción |                         |
|                        | Romero     |     | Jiménez · Arias | Árbitro(s): René Ortubé                | Árbitro(s): René Ortubé |

| 2 de noviembre de 1994 | Sporting Cristal  | 2:1 | El Nacional | Estadio Nacional, Lima |  |
|                        | Maestri · Julinho |     | Chalá       |                        |  |

| 9 de noviembre de 1994 | El Nacional | 0:1 | Sporting Cristal | Estadio Olímpico Atahualpa, Quito |  |
|                        |             |     | Maestri          |                                   |  |

| 2 de noviembre de 1994 | Grêmio | 0:0 | São Paulo | Estadio Olímpico Monumental, Porto Alegre |  |
|                        |        |     |           | Árbitro(s): Carlos Pimentel               |  |

| 10 de noviembre de 1994 | São Paulo                                                                           | 0:0 (6:5 p.)               | Grêmio                                                             | Estadio Morumbi, São Paulo |  |
|                         |                                                                                     | Tiros desde el punto penal |                                                                    |                            |  |
|                         | Vaguinho · Ronaldo Luiz · Caio · Emerson Pereira · Bordon · Ceni · Juninho Paulista |                            | Agnaldo · Fabinho · Arílson · Pingo · Émerson · Ciro · Luís Carlos |                            |  |

| 4 de noviembre de 1994 | Corinthians         | 3:2 (3:1) | Vitória                     | Estadio Pacaembú, São Paulo |  |
|                        | Viola 18', 22', 36' |           | Mano 44' (a.g.) · Ramon 57' |                             |  |

| 11 de noviembre de 1994 | Vitória          | 1:1 (0:1) | Corinthians   | Estadio Manoel Barradas, Salvador |                             |
|                         | Ramon 65' (pen.) |           | Tupãzinho 22' | Árbitro(s): Sidrack Marinho       | Árbitro(s): Sidrack Marinho |

| 1 de noviembre de 1994 | Minervén      | 1:1 (0:1) | Botafogo   | Estadio Cachamay, Puerto Ordaz |  |
|                        | J. García 75' |           | Batata 24' |                                |  |

| 8 de noviembre de 1994 | Botafogo                                                | 0:0 (4:5 p.)               | Minervén                                            | Estádio Caio Martins, Niterói |  |
|                        |                                                         | Tiros desde el punto penal |                                                     |                               |  |
|                        | Eliomar · Juninho · Gottardo · Marcelo Carioca · Róbson |                            | Tortolero · Vera · Erramuspe · Bidoglio · E. García |                               |  |

### Cuartos de final
| 15 de noviembre de 1994 | San Lorenzo | 1:0 (0:0) | Universidad de Chile | Estadio Pedro Bidegain, Buenos Aires |                          |
|                         | Biaggio 69' |           |                      | Árbitro(s): Daniel Bello             | Árbitro(s): Daniel Bello |

| 22 de noviembre de 1994 | Universidad de Chile                     | 3:1 (2:0) | San Lorenzo   | Estadio Nacional, Santiago  |                             |
|                         | Guevara 25' · Goldberg 29' · Fuentes 88' |           | Monserrat 75' | Árbitro(s): Antônio Pereira | Árbitro(s): Antônio Pereira |

| 16 de noviembre de 1994 | Cerro Corá                      | 3:1 (1:0) | Peñarol   | Estadio Defensores del Chaco, Asunción                     |                                                            |
|                         | Izaguirre 40' · Romero 49', 90' |           | Broli 74' | Asistencia: 1.500 espectadores Árbitro(s): Wilson de Souza | Asistencia: 1.500 espectadores Árbitro(s): Wilson de Souza |

| 23 de noviembre de 1994 | Peñarol                                                            | 6:1 (4:0) | Cerro Corá    | Estadio Centenario, Montevideo                               |                                                              |
|                         | M. Rodríguez 2' 24' 90' · Silva 18' · Pacheco 25' · Bengoechea 54' |           | Silvero 90+3' | Asistencia: 25.000 espectadores Árbitro(s): Pablo Peña Durán | Asistencia: 25.000 espectadores Árbitro(s): Pablo Peña Durán |

| 16 de noviembre de 1994 | São Paulo                                      | 3:1 (0:1) | Sporting Cristal | Estadio Morumbi, São Paulo |                            |
|                         | Juninho Paulista 64' · Caio 69' · Denílson 74' |           | Palacios 37'     | Árbitro(s): Roberto Ruscio | Árbitro(s): Roberto Ruscio |

| 23 de noviembre de 1994 | Sporting Cristal | 0:0 | São Paulo | Estadio Nacional, Lima |  |

| 18 de noviembre de 1994 | Minervén                | 2:5 (1:3) | Corinthians                                                                              | Estadio Cachamay, Puerto Ordaz |                          |
|                         | Vera 44' · Bidoglio 53' |           | Marcelinho Paulista 5' · L. Silva 12' · Marques 45' · Souza 60' · Marcelinho Carioca 63' | Árbitro(s): Marcos Aguas       | Árbitro(s): Marcos Aguas |

| 25 de noviembre de 1994 | Corinthians                                                        | 6:0 (3:0) | Minervén | Estadio Pacaembú, São Paulo |                             |
|                         | Marcelinho Carioca 16', 23', 85' · Branco 37' · Tupãzinho 63', 75' |           |          | Árbitro(s): Efigenio Verdún | Árbitro(s): Efigenio Verdún |

### Semifinales
| 29 de noviembre de 1994 | Peñarol               | 2:0 (1:0) | Universidad de Chile | Estadio Centenario, Montevideo |                              |
|                         | Otero 41' · Silva 58' |           |                      | Árbitro(s): Javier Castrilli   | Árbitro(s): Javier Castrilli |

| 7 de diciembre de 1994 | Universidad de Chile | 1:1 (1:0) | Peñarol                 | Estadio Nacional, Santiago     |                                |
|                        | Salas 22'            |           | Bengoechea 90+2' (pen.) | Árbitro(s): Francisco Lamolina | Árbitro(s): Francisco Lamolina |

| 2 de diciembre de 1994 | Corinthians                              | 3:4 (1:3) | São Paulo                                 | Estadio Pacaembú, São Paulo     |                                 |
|                        | Casagrande 5' · Branco 51' · Marques 84' |           | Juninho Paulista 11', 32', 58' · Catê 35' | Árbitro(s): Oscar Roberto Godói | Árbitro(s): Oscar Roberto Godói |

| 9 de diciembre de 1994 | São Paulo                                           | 2:3 (1:1) (5:4 p.)         | Corinthians                                                 | Estadio Morumbi, São Paulo   |                              |
|                        | Caio 15' · Juninho Paulista 57'                     |                            | Daniel 41' · Tupãzinho 65' · Viola 79'                      | Árbitro(s): Cláudio Cerdeira | Árbitro(s): Cláudio Cerdeira |
|                        |                                                     | Tiros desde el punto penal |                                                             |                              |                              |
|                        | Ronaldo Luiz · Bordon · Ceni · Catê · Caio · Nélson |                            | Gralak · Casagrande · Viola · Tupãzinho · Daniel · L. Silva |                              |                              |

### Final

#### Ida
| 14 de diciembre de 1994 | São Paulo                                        | 6:1 (1:1) | Peñarol     | Estadio Morumbi, São Paulo                               |                                                          |
|                         | Caio 41', 75' · Catê 57', 83', 89' · Toninho 71' |           | Aguilera 4' | Asistencia: 4.995 espectadores Árbitro(s): Iván Guerrero | Asistencia: 4.995 espectadores Árbitro(s): Iván Guerrero |

| 1          | POR        | Rogério Ceni    |  |
| 2          | DEF        | Pavão           |  |
| 3          | DEF        | Nélson          |  |
| 15         | DEF        | Marcelo Bordon  |  |
| 6          | DEF        | Ronaldo Luiz    |  |
| 17         | MED        | Mona            |  |
| 8          | MED        | Emerson Pereira |  |
| 24         | MED        | Denílson        |  |
| 7          | DEL        | Catê            |  |
| 9          | DEL        | Caio            |  |
| 11         | DEL        | Toninho         |  |
| Entrenador | Entrenador | Muricy Ramalho  |  |

| 1          | POR        | Óscar Ferro                |     |
| 2          | DEF        | Washington Tais            |     |
| 4          | DEF        | Óscar Aguirregaray         | 62' |
| 3          | DEF        | José Enrique de los Santos |     |
| 5          | DEF        | Robert Lima                |     |
| 14         | MED        | Nelson Gutiérrez           |     |
| 7          | MED        | Diego Dorta                |     |
| 17         | MED        | Danilo Baltierra           |     |
| 10         | MED        | Pablo Bengoechea           | 62' |
| 11         | DEL        | Carlos Aguilera            |     |
| 9          | DEL        | Darío Silva                |     |
| Entrenador | Entrenador | Gregorio Pérez             |     |

|  |  |  |  |

| 6 | MED | Andrés Martínez | 62' |
| 8 | DEL | Marcelo Otero   | 62' |

| Anotado | 41' | Caio    | 1:1 |
| Anotado | 57' | Catê    | 2:1 |
| Anotado | 71' | Toninho | 3:1 |
| Anotado | 75' | Caio    | 4:1 |
| Anotado | 83' | Catê    | 5:1 |
| Anotado | 89' | Catê    | 6:1 |

| Anotado | 4' | Carlos Aguilera | 0:1 |

| Árbitro | Iván Guerrero |

| 1          | POR        | Rogério Ceni    |  |
| 2          | DEF        | Pavão           |  |
| 3          | DEF        | Nélson          |  |
| 15         | DEF        | Marcelo Bordon  |  |
| 6          | DEF        | Ronaldo Luiz    |  |
| 17         | MED        | Mona            |  |
| 8          | MED        | Emerson Pereira |  |
| 24         | MED        | Denílson        |  |
| 7          | DEL        | Catê            |  |
| 9          | DEL        | Caio            |  |
| 11         | DEL        | Toninho         |  |
| Entrenador | Entrenador | Muricy Ramalho  |  |

| 1          | POR        | Óscar Ferro                |     |
| 2          | DEF        | Washington Tais            |     |
| 4          | DEF        | Óscar Aguirregaray         | 62' |
| 3          | DEF        | José Enrique de los Santos |     |
| 5          | DEF        | Robert Lima                |     |
| 14         | MED        | Nelson Gutiérrez           |     |
| 7          | MED        | Diego Dorta                |     |
| 17         | MED        | Danilo Baltierra           |     |
| 10         | MED        | Pablo Bengoechea           | 62' |
| 11         | DEL        | Carlos Aguilera            |     |
| 9          | DEL        | Darío Silva                |     |
| Entrenador | Entrenador | Gregorio Pérez             |     |

|  |  |  |  |

| 6 | MED | Andrés Martínez | 62' |
| 8 | DEL | Marcelo Otero   | 62' |

| Anotado | 41' | Caio    | 1:1 |
| Anotado | 57' | Catê    | 2:1 |
| Anotado | 71' | Toninho | 3:1 |
| Anotado | 75' | Caio    | 4:1 |
| Anotado | 83' | Catê    | 5:1 |
| Anotado | 89' | Catê    | 6:1 |

| Anotado | 4' | Carlos Aguilera | 0:1 |

| Árbitro | Iván Guerrero |

#### Vuelta
| 21 de diciembre de 1994 | Peñarol                               | 3:0 (0:0) | São Paulo | Estadio Centenario, Montevideo |                              |
|                         | Dorta 57' · Silva 72' · Rodríguez 74' |           |           | Árbitro(s): Javier Castrilli   | Árbitro(s): Javier Castrilli |

| 1          | POR        | Óscar Ferro                |     |
| 2          | DEF        | Washington Tais            |     |
| 3          | DEF        | José Enrique de los Santos |     |
| 4          | DEF        | Óscar Aguirregaray         |     |
| 16         | DEF        | Marcelo Romero             |     |
| 7          | MED        | Diego Dorta                |     |
| 19         | MED        | Martín Rodríguez Alba      |     |
| 10         | MED        | Pablo Bengoechea           | 46' |
| 18         | MED        | Antonio Pacheco            |     |
| 8          | DEL        | Marcelo Otero              | 14' |
| 9          | DEL        | Darío Silva                |     |
| Entrenador | Entrenador | Gregorio Pérez             |     |

| 1          | POR        | Rogério Ceni     |       |
| 2          | DEF        | Pavão            |       |
| 3          | DEF        | Nélson           |       |
| 15         | DEF        | Marcelo Bordon   |       |
| 6          | DEF        | Ronaldo Luiz     |       |
| 5          | MED        | Vítor            |       |
| 17         | MED        | Mona             |       |
| 8          | MED        | Emerson Pereira  |       |
| 10         | DEL        | Juninho Paulista | Salió |
| 24         | DEL        | Denílson         | Salió |
| 9          | DEL        | Caio             |       |
| Entrenador | Entrenador | Muricy Ramalho   |       |

| 6  | MED | Andrés Javier Martínez | 46' |
| 11 | DEL | Carlos Aguilera        | 14' |

| 4  | MED | Murilo         | Entró |
| 18 | MED | Danilo Machado | Entró |

| Anotado | 57' | Martín Rodríguez Alba | 1:0 |
| Anotado | 72' | Darío Silva           | 2:0 |
| Anotado | 74' | Martín Rodríguez Alba | 3:0 |

|  |  |  | : |

| Árbitro | Javier Castrilli |

| 1          | POR        | Óscar Ferro                |     |
| 2          | DEF        | Washington Tais            |     |
| 3          | DEF        | José Enrique de los Santos |     |
| 4          | DEF        | Óscar Aguirregaray         |     |
| 16         | DEF        | Marcelo Romero             |     |
| 7          | MED        | Diego Dorta                |     |
| 19         | MED        | Martín Rodríguez Alba      |     |
| 10         | MED        | Pablo Bengoechea           | 46' |
| 18         | MED        | Antonio Pacheco            |     |
| 8          | DEL        | Marcelo Otero              | 14' |
| 9          | DEL        | Darío Silva                |     |
| Entrenador | Entrenador | Gregorio Pérez             |     |

| 1          | POR        | Rogério Ceni     |       |
| 2          | DEF        | Pavão            |       |
| 3          | DEF        | Nélson           |       |
| 15         | DEF        | Marcelo Bordon   |       |
| 6          | DEF        | Ronaldo Luiz     |       |
| 5          | MED        | Vítor            |       |
| 17         | MED        | Mona             |       |
| 8          | MED        | Emerson Pereira  |       |
| 10         | DEL        | Juninho Paulista | Salió |
| 24         | DEL        | Denílson         | Salió |
| 9          | DEL        | Caio             |       |
| Entrenador | Entrenador | Muricy Ramalho   |       |

| 6  | MED | Andrés Javier Martínez | 46' |
| 11 | DEL | Carlos Aguilera        | 14' |

| 4  | MED | Murilo         | Entró |
| 18 | MED | Danilo Machado | Entró |

| Anotado | 57' | Martín Rodríguez Alba | 1:0 |
| Anotado | 72' | Darío Silva           | 2:0 |
| Anotado | 74' | Martín Rodríguez Alba | 3:0 |

|  |  |  | : |

| Árbitro | Javier Castrilli |

|                               |
| Bandera de Brasil             |
| Campeón São Paulo 1.er título |

## Estadísticas

### Goleadores
| Jugador               | Club                 | Goles |
| --------------------- | -------------------- | ----- |
| Martín Rodríguez Alba | Peñarol              | 6     |
| Juninho Paulista      | São Paulo            | 5     |
| Tupãzinho             | Corinthians          | 5     |
| Caio                  | São Paulo            | 4     |
| Catê                  | São Paulo            | 4     |
| Rodrigo Goldberg      | Universidad de Chile | 4     |
| Marcelinho Carioca    | Corinthians          | 4     |
| Viola                 | Corinthians          | 4     |
| Fabián Guevara        | Universidad de Chile | 3     |
| Julio César Romero    | Cerro Corá           | 3     |
| Darío Silva           | Peñarol              | 3     |